# Градище (Крушево)
Градище или Градища (на гръцки: Κάστρο Αχλαδοχωρίου, Γραντίστα, Градиста) е антично и средновековно отбранително съоръжение, разположено край валовищкото село Крушево (Ахладохори), Северна Гърция. Крепостта е обявена от Археологическата служба на Гърция за защитен археологически обект.

## Име
Името на хълма е от български произход, обичайно за българската топонимия. На гръцки е предавано като Γραντίστα, Градиста.

## Местоположение
Крепостта е разположена на 3 km североизточно от Крушево, на хълм от Алиботуш. Хълмът е продълговат с гъста храстовидна растителност, със сравнително стръмни склонове, с изключение на североизточната страна, където се оформя малка шийка, която комуникира със съседните хълмове. На изток-югоизток има дълбока река, наречен Дула (Кидониес), приток на Белица, която разделя хълма от подножието на внушителната планина Алиботуш.

## История
Според старо предание първоначално Крушево се е намирало на това място. В миналото тук са откривани много монети, сечива и други старини.
Крепостта не е идентифицирана с нито една от известните от историческите източници и в района не са провеждани систематични археологически проучвания. В декларацията на Археологическата служба от 14 юни 2012 година, с която Градище е обявена за археологически паметник се казва, че има „останки от укрепления от римско и византийско време, а в по-широкия район са идентифицирани гробници от III и IV век“. В археологическия регистър се споменава като „селище от римско време, което продължава да бъде обитавано през византийския период“, както и „нерисувана повърхностна керамика от късноримско раннохристиянско време, няколко бронзови монети от елинистическо и главно римско време, както и много следи от стара метална обработка“. Така Градище укрепено селище-замък от Късната античност и Ранновизантийския период. Местоположението вероятно е свързано с експлоатацията на железните руди в района и със селскостопанската експлоатация на Крушевското поле, което се простира на запад от крепостта.
Възможно е хълмът да е бил укрепен по-рано от Римския период, тъй като са намерени монети от Елинистическия период. Отлична индикация за това е наличието на 50-метрова стена от неправилни камъни, чиято зидария по-стара от римската фаза.
Има хипотеза, че Градище може да се идентифицира с древния град Тристоло (Τρίστωλο), споменат от Клавдий Птолемей, но тя не е доказана.
Най-вероятно крепостта е изоставена преди средата на V век, когато хуните с последователни нашествия опустошават Тракия и Македония. Със сигурност не е оцеляла след аваро-славянските нашествия от VII век.

## Архитектура
От крепостта са запазени фрагментарни останки от стена, датираща от различни епохи. Основният периметърен зид е изграден от различни по големина камъни със свързващ хоросан между тях, със или без тухли. Периметърът на стената е около 500 m и следва скалистия терен. Площта, заградена от стените, е над 17 декара, докато голяма част от селището се простира извън стените, на обща площ, която достига почти 50 декара. По стандартите на Ранното средновековие това е голяма крепост и може би град.
Стената е различима в по-голямата част от периметъра. Освен периметърното укрепление, във и около крепостта има няколко сухи каменни стени, които очевидно идват от някакво по-късно селище и са променили или допълнили първоначалното укрепление. От югоизточната страна има стена с обща дължина около 50 m, която се състои от големи неправилни камъни и напомня за по-древни укрепления.
Най-добре запазената част от стената е от югоизточната страна с дължина 6 m, височина около 2,5 m и в градежа си има тухли без правилна подредба. Друга оцеляла част от стената съществува в близост до предишната, с височина 3 m и дебелина около 1,60 m. От югозападната страна е запазен още един малък участък от зид с височина 2,5 m и дебелина около 1,60 m.
От североизточната страна, където се образува уязвимата шия, има укрепление, което запълва празнините в скалите. Тази стена няма тухли в конструкцията си и е ясно различна от горната. Има височина от 1,5 до 2 m и дебелина 80 cm.
В средата на югоизточната страна има стена с дължина 50 m, състояща се от неправилни камъни и средна височина 1,5-2 m. Изглежда това е била оригиналната стена, която в по-късните години е била завършена отгоре с каменна стена с варов разтвор или сух градеж. Тя ясно се отличава от останалите стени и напомня за по-стар тип укрепление.
На платото на върха на крепостта има руини от основите на правоъгълна сграда с размери около 9 х 6 m, от която има контрол над околността. Това очевидно е централната кула на крепостта, която е разделена наполовина от вътрешна стена. Остават само основите, покрити с растителност. Дебелината на стените е 0,60-0,80 m.
Вътре, както и около периметъра на стената е имало селище, главно от западната страна, където се простира равнината. Виждат се сухи каменни зидове, големи каменни купчини и разпръсната керамика.